# Укрнафтобуріння
ПрАТ «ВК «Укрнафтобуріння» — друга приватна газовидобувна компанія країни за обсягом видобутку.
Компанія заснована в 2004 році і проводить геологорозвідувальні роботи та промислову розробку вуглеводнів Сахалінського родовища.
За оцінкою Forbes, вартість компанії – близько $500 млн.
У квітні 2023 року Печерський районний суд міста Києва передав активи компанії «Укрнафтобуріння» в управління Агентства з розшуку та менеджменту активів, компанія оскаржила це рішення в суді.

## Власники
Віталій Хомутиннік, що володіє 47% акцій. Частка «Привату» Ігоря Коломойського та Геннадія Боголюбова — 25%. Ще 10% належить JKX Ukraine, акціонером якої також є Ігор Коломойський. Решта 18% компанії належить Павлу Фуксу.